# Società Sportiva Teramo Calcio 2019-2020
Questa voce raccoglie le informazioni riguardanti la Società Sportiva Teramo Calcio nelle competizioni ufficiali della stagione 2019-2020.

## Stagione
Nella stagione 2019-2020 il Teramo disputa il girone C, quello meridionale della Serie C, raccoglie raccoglie 41 punti con l'ottavo posto finale. Disputa i Play-off, ma viene subito eliminato pareggiando (0-0) a Catanzaro, che si è piazzato al settimo posto. Si è trattato di un torneo non concluso, perché anche il calcio in questa stagione ha pagato un duro prezzo alla pandemia da Covid-19 che ha colpito il mondo intero. Il torneo è stato sospeso a marzo, dopo che si erano disputate 30 giornate, ne mancavano 8 al termine, e omologando i risultati raggiunti ha promosso in Serie B la Reggina, mentre il Teramo ha centrato un obiettivo importante raggiungendo i Play-off. Disputati dopo tre mesi di fermo obbligato, non ha superato l'ostacolo Catanzaro, che doveva essere superato in trasferta. Nella Coppa Italia di Serie C i biancorossi hanno vinto il girone G di qualificazione, eliminando il Gubbio ed il Fano, poi nei sedicesimi di finale hanno vinto (0-1) a Viterbo, mentre negli ottavi hanno lasciato il torneo, sconfitti (3-1) dalla Robur Siena.

## Divise e sponsor
Lo sponsor tecnico per la stagione 2019-2020 è Legea. I main sponsor per il campionato sono Infosat, Pediatotem ed R115.

## Organigramma societario
Area direttiva
- Presidente: Franco Iachini
- Consiglieri: Francesca Di Domenico, Elisa Ferri
- Direttore Generale: Andrea Iaconi
- Dirigenti: Giovanni Cerulli Irelli, Piero D'Orazio
- Segretario Generale: Massimo Spinozzi

Area comunicazione e marketing
- Responsabile Marketing e Commerciale: Omar Loiudice
- Coordinatore Marketing Strategico: Federica Iachini
- Coordinatore Marketing Operativo: Marco Volponi
- Responsabile Comunicazione: Roberto Almonti
- Addetto Stampa_ Marco De Antoniis
- Social Media Manager: Ilde D'Ignazio
- Responsabile Biglietteria: Massimo Spinozzi
- SLO: Enzo Montani

Area sportiva
- Direttore Sportivo: Sandro Federico
- Team Manager: Fabio Gatta

Area tecnica
- Allenatore: Bruno Tedino (fino al 16 febbraio 2020), Cetteo Di Mascio
- Vice Allenatore: Carlo Marchetto (fino al 16 febbraio 2020), Marco Stella
- Collaboratore tecnico: Alcide Di Salvatore, Maurizio Ianni
- Preparatore portieri: Nino Galli
- Preparatore atletico: Giuseppe Puleo

Area sanitaria
- Responsabile sanitario: Siriano Cordoni
- Medico sociale: Carlo D'Ugo
- Recupero infortuni: Stefano Del Grosso
- Ortopedici: Stefano Di Filippantonio, Massimo Partenza
- Osteopata: Antonio Misantone
- Fisioterapista: Federico Porrini

## Rosa
| N. |                       | Ruolo | Calciatore                 |
| -- | --------------------- | ----- | -------------------------- |
| 1  | Italia (bandiera)     | P     | Matteo Tomei               |
| 2  | Italia (bandiera)     | D     | Filippo Florio             |
| 3  | Italia (bandiera)     | D     | Alberto Tentardini         |
| 4  | Italia (bandiera)     | D     | Andrea Cristini            |
| 5  | Italia (bandiera)     | D     | Marco Soprano              |
| 7  | Portogallo (bandiera) | C     | Pedro Costa Ferreira       |
| 8  | Italia (bandiera)     | C     | Andrea Arrigoni (capitano) |
| 9  | Italia (bandiera)     | A     | Simone Magnaghi            |
| 10 | Italia (bandiera)     | A     | Riccardo Martignago        |
| 11 | Italia (bandiera)     | C     | Domenico Mungo             |
| 12 | Italia (bandiera)     | P     | Mattia Valentini           |
| 14 | Italia (bandiera)     | C     | Simone Minelli             |
| 17 | Slovacchia (bandiera) | C     | Richard Lašík              |

| N. |                    | Ruolo | Calciatore          |
| -- | ------------------ | ----- | ------------------- |
| 18 | Italia (bandiera)  | D     | Luca Iotti          |
| 19 | Italia (bandiera)  | C     | Francesco Bombagi   |
| 20 | Italia (bandiera)  | C     | Carlo Ilari         |
| 21 | Italia (bandiera)  | C     | Simone Santoro      |
| 22 | Polonia (bandiera) | P     | Michal Lewandowski  |
| 23 | Italia (bandiera)  | A     | Riccardo Cappa      |
| 24 | Italia (bandiera)  | A     | Pietro Cianci       |
| 25 | Romania (bandiera) | A     | Daniel Bîrligea     |
| 26 | Italia (bandiera)  | D     | Matteo Piacentini   |
| 27 | Italia (bandiera)  | C     | Luca Di Matteo      |
| 28 | Italia (bandiera)  | C     | Federico Viero      |
| 29 | Italia (bandiera)  | D     | Tommaso Cancellotti |

## Calciomercato

### Sessione estiva (dal 1º luglio al 2 settembre)
| Acquisti | Acquisti                    | Acquisti       | Acquisti      |
| R.       | Nome                        | da             | Modalità      |
| -------- | --------------------------- | -------------- | ------------- |
| P        | Vittorio Natale             | Francavilla    | fine prestito |
| P        | Edoardo Selva               | Pro Vasto      | fine prestito |
| P        | Matteo Tomei                | Vis Pesaro     | definitivo    |
| P        | Mattia Valentini            | Fermana        | definitivo    |
| D        | Tommaso Cancellotti         | Cittadella     | definitivo    |
| D        | Andrea Cristini             | Cuneo          | definitivo    |
| D        | Filippo Florio              | Pordenone      | definitivo    |
| D        | Luca Iotti                  | Olbia          | definitivo    |
| D        | Marco Soprano               | Genoa          | definitivo    |
| D        | Alberto Tentardini          | Monza          | definitivo    |
| C        | Andrea Arrigoni             | Lecce          | definitivo    |
| C        | Francesco Bombagi           | Pordenone      | definitivo    |
| C        | Pedro Miguel Costa Ferreira | Lecce          | definitivo    |
| C        | Luca Di Matteo              | Lecce          | definitivo    |
| C        | Carlo Ilari                 | Sambenedettese | definitivo    |
| C        | Richard Lašík               |                | svincolato    |
| C        | Simone Minelli              | Fiorentina     | definitivo    |
| C        | Domenico Mungo              | Cosenza        | definitivo    |
| C        | Simone Santoro              | Palermo        | definitivo    |
| C        | Federico Viero              | Sassuolo       | definitivo    |
| A        | Daniel Bîrligea             | Palermo        | definitivo    |
| A        | Pietro Cianci               | Sassuolo       | definitivo    |
| A        | Simone Magnaghi             | Pordenone      | prestito      |
| A        | Riccardo Martignago         | Albissola      | definitivo    |
| A        | Lorenzo Pinzauti            | Pontedera      | definitivo    |

| Cessioni | Cessioni              | Cessioni         | Cessioni      |
| R.       | Nome                  | a                | Modalità      |
| -------- | --------------------- | ---------------- | ------------- |
| P        | Andrea D'Aniello      | Cagliari         | prestito      |
| P        | Lys Gomis             |                  | svincolato    |
| P        | Vittorio Natale       | Campobasso       | prestito      |
| P        | Francesco Pacini      | Novara           | fine prestito |
| P        | Edoardo Selva         |                  | svincolato    |
| D        | Mattia Altobelli      |                  | svincolato    |
| D        | Gennaro Armeno        |                  | svincolato    |
| D        | Nebil Caidi           | AZ Picerno       | definitivo    |
| D        | Lorenzo Celentano     | Audace Cerignola | prestito      |
| D        | Alessandro Celli      | Ternana          | definitivo    |
| D        | Alessandro Fiordaliso | Torino           | fine prestito |
| D        | Giorgio Mantini       | Fermana          | definitivo    |
| D        | Jan Polak             | Südtirol         | definitivo    |
| D        | Ivan Speranza         |                  | svincolato    |
| D        | Christian Ventola     | Pescara          | fine prestito |
| C        | Lorenzo Bregasi       | Chieti           | prestito      |
| C        | Lorenzo De Grazia     | Modena           | definitivo    |
| C        | Angelo Persia         | Fermana          | definitivo    |
| C        | Mattia Proietti       | Pescara          | fine prestito |
| C        | Mirco Spighi          |                  | svincolato    |
| C        | Emanuele Spinozzi     | Roma             | fine prestito |
| A        | Riccardo Barbuti      | Fano             | definitivo    |
| A        | Saveriano Infantino   | Carrarese        | definitivo    |
| A        | Lorenzo Pinzauti      | Novara           | prestito      |
| A        | Claudio Sparacello    | AZ Picerno       | definitivo    |
| A        | Giacomo Zecca         | Sassuolo         | fine prestito |

### Mercato invernale (dal 2 al 31 gennaio)
| Acquisti | Acquisti       | Acquisti         | Acquisti   |
| R.       | Nome           | da               | Modalità   |
| -------- | -------------- | ---------------- | ---------- |
| D        | Corentin Fiore | Cercle Bruges    | definitivo |
| D        | Salim Diakite  | Olympia Agnonese | definitivo |

| Cessioni | Cessioni            | Cessioni         | Cessioni |
| R.       | Nome                | a                | Modalità |
| -------- | ------------------- | ---------------- | -------- |
| A        | Pietro Cianci       | Carpi            | prestito |
| A        | Riccardo Martignago | Alessandria      | prestito |
| D        | Salim Diakite       | Olympia Agnonese | prestito |

## Risultati

### Serie C Girone C

#### Girone di andata
| Arbitro: | Pashuku (Albano Laziale) |

|                                 |           |                     |
| Nicastro 17’ Kanoute 25’ (rig.) | Marcatori | 52’ (aut.) Celiento |

| Arbitro: | Fontani (Siena) |

|                          |           |  |
| Bombagi 44’ Magnaghi 73’ | Marcatori |  |

| Arbitro: | Bitonti (Bologna) |

|                         |           |  |
| Micovschi 29’ Karic 75’ | Marcatori |  |

| Arbitro: | Petrella (Viterbo) |

|                          |           |  |
| Magnaghi 28’ Bombagi 81’ | Marcatori |  |

| Arbitro: | Maranesi (Ciampino) |

|             |           |             |
| Rossini 72’ | Marcatori | 41’ Bombagi |

| Arbitro: | Garofalo (Torre del Greco) |

|            |           |                    |
| Cianci 59’ | Marcatori | 73’ (rig.) Pacilli |

| Arbitro: | Rutella (Enna) |

|                  |           |  |
| Jefferson 2’, 7’ | Marcatori |  |

| Arbitro: | Saia (Palermo) |

|            |           |                  |
| Cianci 49’ | Marcatori | 86’ Marcheggiani |

| Arbitro: | G. Miele (Nola) |

|                |           |  |
| S. Longo 90+2’ | Marcatori |  |

| Arbitro: | Moriconi (Roma) |

|                             |           |                   |
| C. Ilari 25’ Magnaghi 45+2’ | Marcatori | 77’ (rig.) Scarpa |

| Arbitro: | Cosso (Reggio Calabria) |

|  |           |                                     |
|  | Marcatori | 21’ (rig.) Martignago 90+4’ Bombagi |

| Arbitro: | Angelucci (Foligno) |

|                                               |           |                                    |
| Mungo 14’, 78’ Costa Ferreira 27’ Bombagi 54’ | Marcatori | 45’ Zito 57’ Paparusso 80’ Starita |

| Arbitro: | Caldera (Como) |

|              |           |  |
| C. Ilari 37’ | Marcatori |  |

| Arbitro: | Giaccaglia (Jesi) |

|                                             |           |              |
| E. Esposito 41’, 50’ (rig.) Santaniello 82’ | Marcatori | 76’ Magnaghi |

| Arbitro: | Cudini (Fermo) |

|                    |           |               |
| Costa Ferreira 61’ | Marcatori | 59’ Partipilo |

| Arbitro: | Pashuku (Albano Laziale) |

|               |           |                   |
| Antenucci 12’ | Marcatori | 90+1’ Cancellotti |

| Arbitro: | Natilla (Molfetta) |

|  |           |                                       |
|  | Marcatori | 4’ Reginaldo 44’ Corazza 80’ Loiacono |

| Vibo Valentia 8 dicembre 2019, ore 15:00 CET 18ª giornata | Vibonese           | 0 – 0 referto | Teramo | Stadio Luigi Razza (950 spett.)\| Arbitro: \| Frascaro (Firenze) \| |
| Arbitro:                                                  | Frascaro (Firenze) |               |        |                                                                     |

| Arbitro: | Marini (Trieste) |

|             |           |                 |
| Bombagi 78’ | Marcatori | 82’ A. Esposito |

#### Girone di ritorno
| Arbitro: | Rutella (Enna) |

|             |           |  |
| Bombagi 44’ | Marcatori |  |

| Arbitro: | Carrione (Castellammare di Stabia) |

|  |           |              |
|  | Marcatori | 20’ Magnaghi |

| Arbitro: | Tremolada (Monza) |

|             |           |  |
| Bombagi 90’ | Marcatori |  |

| Arbitro: | Maggio (Lodi) |

|            |           |  |
| Matino 57’ | Marcatori |  |

| Arbitro: | Giordano (Novara) |

|                                   |           |  |
| Cancellotti 17’ Magnaghi 58’, 63’ | Marcatori |  |

| Arbitro: | Pascarella (Nocera Inferiore) |

|                  |           |  |
| Molinaro 9’, 66’ | Marcatori |  |

| Arbitro: | Gariglio (Pinerolo) |

|  |           |                                     |
|  | Marcatori | 10’ Fella 12’ Tazzer 44’ Mercadante |

| Arbitro: | Pirrotta (Barcellona Pozzo di Gotto) |

|  |           |                           |
|  | Marcatori | 74’ Bîrligea 89’ Magnaghi |

| Arbitro: | Ricci (Firenze) |

|  |           |            |
|  | Marcatori | 64’ Murano |

| Pagani 1º marzo 2020, ore 17:30 CET 29ª giornata | Paganese          | 0 – 0 referto | Teramo | Stadio Marcello Torre (700 spett.)\| Arbitro: \| Panettella (Bari) \| |
| Arbitro:                                         | Panettella (Bari) |               |        |                                                                       |

| Arbitro: | De Tommaso (Rieti) |

|  |           |             |
|  | Marcatori | 26’ Vazquez |

| Caserta 2020, ore CET 31ª giornata | Casertana | – Campionato concluso a causa della pandemia da COVID-19. | Teramo | Stadio Alberto Pinto |

| Bisceglie 2020, ore CET 32ª giornata | Bisceglie | – | Teramo | Stadio Gustavo Ventura |

| Teramo 2020, ore CET 33ª giornata | Teramo | – | AZ Picerno | Stadio Gaetano Bonolis |

| Terni 2020, ore CEST 34ª giornata | Ternana | – | Teramo | Stadio Libero Liberati |

| Teramo 2020, ore CEST 35ª giornata | Teramo | – | Bari | Stadio Gaetano Bonolis |

| Reggio Calabria 2020, ore CEST 36ª giornata | Reggina | – | Teramo | Stadio Oreste Granillo |

| Teramo 2020, ore CEST 37ª giornata | Teramo | – | Vibonese | Stadio Gaetano Bonolis |

| Catania 2020, ore CEST 38ª giornata | Catania | – | Teramo | Stadio Angelo Massimino |

### Play-off

#### Primo Turno
| Catanzaro 30 giugno 2020, ore 20:30 CEST 1º turno | Catanzaro         | 0 – 0 | Teramo | Stadio Nicola Ceravolo (0 spett.)\| Arbitro: \| De Santis (Lecce) \| |
| Arbitro:                                          | De Santis (Lecce) |       |        |                                                                      |

### Coppa Italia Serie C
| Arbitro: | Natilla (Molfetta) |

|  |           |                          |
|  | Marcatori | 15’ Cristini 58’ Minelli |

| Arbitro: | Zamagni (Cesena) |

|                       |           |               |
| Mungo 12’ Minelli 20’ | Marcatori | 53’ Cesaretti |

| Arbitro: | Delrio (Reggio Emilia) |

|  |           |                 |
|  | Marcatori | 22’ Cancellotti |

| Arbitro: | Cascone (Nocera Inferiore) |

|                                           |           |             |
| Campagnacci 21’ Arrigoni 35’ Polidori 82’ | Marcatori | 34’ Bombagi |

## Statistiche

### Statistiche di squadra
Statistiche aggiornate all'8 marzo 2020
| Competizione         | Punti            | In casa | In casa | In casa | In casa | In casa | In casa | In trasferta | In trasferta | In trasferta | In trasferta | In trasferta | In trasferta | Totale | Totale | Totale | Totale | Totale | Totale | DR |
| Competizione         | Punti            | G       | V       | N       | P       | Gf      | Gs      | G            | V            | N            | P            | Gf           | Gs           | G      | V      | N      | P      | Gf     | Gs     | DR |
| -------------------- | ---------------- | ------- | ------- | ------- | ------- | ------- | ------- | ------------ | ------------ | ------------ | ------------ | ------------ | ------------ | ------ | ------ | ------ | ------ | ------ | ------ | -- |
| Serie C              | 41               | 16      | 8       | 4       | 4       | 20      | 16      | 14           | 3            | 4            | 7            | 9            | 15           | 30     | 11     | 8      | 11     | 29     | 31     | -2 |
| Coppa Italia Serie C | Ottavi di finale | 1       | 1       | 0       | 0       | 2       | 1       | 3            | 2            | 0            | 1            | 4            | 3            | 4      | 3      | 0      | 1      | 6      | 4      | +2 |
| Totale               | 41               | 17      | 9       | 4       | 4       | 22      | 17      | 17           | 5            | 4            | 8            | 13           | 18           | 34     | 14     | 8      | 12     | 35     | 35     | 0  |

### Andamento in campionato
| Giornata  | 1  | 2 | 3  | 4  | 5  | 6  | 7  | 8  | 9  | 10 | 11 | 12 | 13 | 14 | 15 | 16 | 17 | 18 | 19 | 20 | 21 | 22 | 23 | 24 | 25 | 26 | 27 | 28 | 29 | 30 | 31 | 32 | 33 | 34 | 35 | 36 | 37 | 38 |
| --------- | -- | - | -- | -- | -- | -- | -- | -- | -- | -- | -- | -- | -- | -- | -- | -- | -- | -- | -- | -- | -- | -- | -- | -- | -- | -- | -- | -- | -- | -- | -- | -- | -- | -- | -- | -- | -- | -- |
| Luogo     | T  | C | T  | C  | T  | C  | T  | C  | T  | C  | T  | C  | C  | T  | C  | T  | C  | T  | C  | C  | T  | C  | T  | C  | T  | C  | T  | C  | T  | C  | T  | T  | C  | T  | C  | T  | C  | T  |
| Risultato | P  | V | P  | V  | N  | N  | P  | N  | P  | V  | V  | V  | V  | P  | N  | N  | P  | N  | N  | V  | V  | V  | P  | V  | P  | P  | V  | P  | N  | P  |    |    |    |    |    |    |    |    |
| Posizione | 14 | 8 | 13 | 11 | 11 | 12 | 15 | 13 | 15 | 13 | 12 | 7  | 7  | 8  | 7  | 7  | 9  | 10 | 10 | 8  | 7  | 6  | 7  | 7  | 7  | 8  | 7  | 8  | 8  | 8  |    |    |    |    |    |    |    |    |

Fonte:  Serie C - Girone C, su calcio.com.
Legenda:

Luogo: C = Casa; T = Trasferta. Risultato: V = Vittoria; N = Pareggio; P = Sconfitta.